# Susan Gibney
Susan Gibney (* 11. September 1961 in Manhattan Beach, Kalifornien) ist eine US-amerikanische Schauspielerin.

## Leben
Sie hat fünf ältere und zwei jüngere Geschwister. In ihrer Kindheit zog sie nach Webster, New York, und kehrte mehrmals nach Kalifornien zurück und lebt seit 2004 wieder in Webster. Gibney machte am Buffalo State College in New York einen Abschluss im Fach Theater. Sie erhielt zusätzlich einen Master of Fine Arts Abschluss an der Yale School of Drama. Sie hat zwei Töchter. Am bekanntesten ist sie für ihre wiederkehrenden Gastauftritte als Bezirksstaatsanwältin Renee Walcott in der Fernsehserie Crossing Jordan – Pathologin mit Profil.
Susan Gibney war in die Geschichte der Star-Trek-Fernsehserien eingebunden. Sie hatte zwei Gastauftritte in Raumschiff Enterprise: Das nächste Jahrhundert als Dr. Leah Brahms und war in zwei Folgen von Star Trek: Deep Space Nine als Erika Benteen zu sehen. Sie wurde auch für die Rolle der Captain Kathryn Janeway in Star Trek: Voyager in Betracht gezogen, aber das Studio wies sie als zu jung zurück. Nach mehr als 25 Jahren Pause im Star-Trek-Universum kehrte sie 2023 mit einem kurzen Auftritt als Sprecherin ihrer Figur Dr. Leah Brahms in Star Trek: Lower Decks einmalig zurück.

## Filmografie (Auswahl)
- 1988: Spenser (Fernsehserie, 1 Folge)
- 1988: Der Equalizer (Fernsehserie, 1 Folge)
- 1989: Columbo: Black Lady (Sex and the Married Detective, Fernsehreihe)
- 1989: Spacecop L.A. (Fernsehserie, 1 Folge)
- 1989: L.A. Law – Staranwälte, Tricks, Prozesse (Fernsehserie, 1 Folge)
- 1989, 1991: Raumschiff Enterprise: Das nächste Jahrhundert (Fernsehserie, 2 Folgen)
- 1991: Robodad
- 1992: Waterdance
- 1994–1999: Diagnose: Mord (Diagnosis Murder, Fernsehserie, 7 Folgen)
- 1994: Liebe, Lüge, Leidenschaft (Fernsehserie, 1 Folge)
- 1994: New York Undercover (Fernsehserie, 1 Folge)
- 1995: Chicago Hope: Endstation Hoffnung (Fernsehserie, 1 Folge)
- 1995: Ein Mountie in Chicago (Fernsehserie, 1 Folge)
- 1995–1996: Der Klient (Fernsehserie, 2 Folgen)
- 1996: Star Trek: Deep Space Nine (Fernsehserie, 2 Folgen)
- 1996: Schläge ins Herz (Fernsehfilm)
- 1996: Countdown X – Alarm im All (Fernsehserie, 1 Folge)
- 1997: JAG – Im Auftrag der Ehre (Fernsehserie, 1 Folge)
- 1999: Das Gen-Experiment (Fernsehfilm)
- 2000: Stumme Schreie im See (Fernsehfilm)
- 2000: CSI: Den Tätern auf der Spur (Fernsehserie, Pilotfilm, Ein starkes Team)
- 2002–2007: Crossing Jordan – Pathologin mit Profil (Crossing Jordan, Fernsehserie, 19 Folgen)
- 2003: 24 (Fernsehserie, 1 Folge)
- 2003–2004: Happy Family (Fernsehserie, 21 Folgen)
- 2008: Lost (Fernsehserie, 1 Folge)
- 2008: Knight Rider – K.I.T.T. in Gefahr! (Fernsehfilm)
- 2012: The Mentalist (Fernsehserie, 1 Folge)
- 2015: We Are Still Here – Haus des Grauens
- 2022: Star Trek: Lower Decks (Fernsehserie, 1 Folge)